# لیبیتیتسه
لیبیتیتسه (به چکی: Libětice) یک منطقهٔ مسکونی در جمهوری چک است که در ناحیه ستراکونیتسه واقع شده‌است. لیبیتیتسه ۴٫۵۱ کیلومتر مربع مساحت و ۷۴ نفر جمعیت دارد و ۵۰۳ متر بالاتر از سطح دریا واقع شده‌است.